# Tungsram

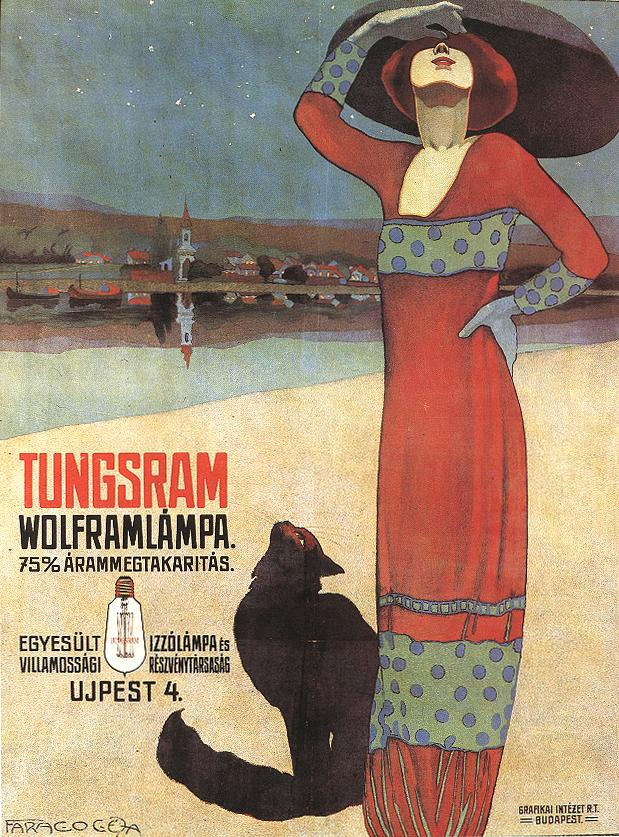
Plakat reklamowy żarówek Tungsram z około 1910 roku

Tungsram – przedsiębiorstwo utworzone w Budapeszcie na Węgrzech w 1896, wytwarzające pierwotnie żarówki; później także liczący się na rynku producent lamp elektronowych.
Jego założycielem był przedsiębiorca węgierski Béla Egger, który wcześniej miał w Wiedniu fabrykę sprzętu elektrotechnicznego pod nazwą Mechanische Werkstätte und Telegraphenbauanstalt B. Egger.
W okresie międzywojennym działała polska filia Tungsram – Zjednoczone Fabryki Żarówek Tungsram, mieszcząca się w Warszawie przy ulicy 6-tego Sierpnia 13. Produkowała szeroki asortyment lamp radiowych i żarówek.
Od 1989 marka Tungsram należy w większości do koncernu General Electric.
Nazwa Tungsram, przyjęta jako marka fabryki w 1909, jest złożeniem dwóch nazw (angielskiej i niemieckiej) tego samego metalu, będącego głównym składnikiem włókien żarzenia, wolframu: tungsten+wolfram.